# وكالة نفيسة البيضاء
وكالة نفيسة البيضاء أنشئتها السيدة نفيسة البيضاء التي تعد الزوجة الثانية لمراد بك، وقد عرفت بثرائها واستثمارها لأموالها وتجارتها في الأسواق. تقع الوكالة في الطرف الجنوبي لشارع المعز لدين الله الفاطمي في الجهة المقابلة لمسجد المؤيد شيخ بجور باب زويلة وألحقت بها سبيل وكتاب شيدتهما عام 1211هـ / 1796م في مبنى من طابقين ملاصق للوكالة.

## معرض صور

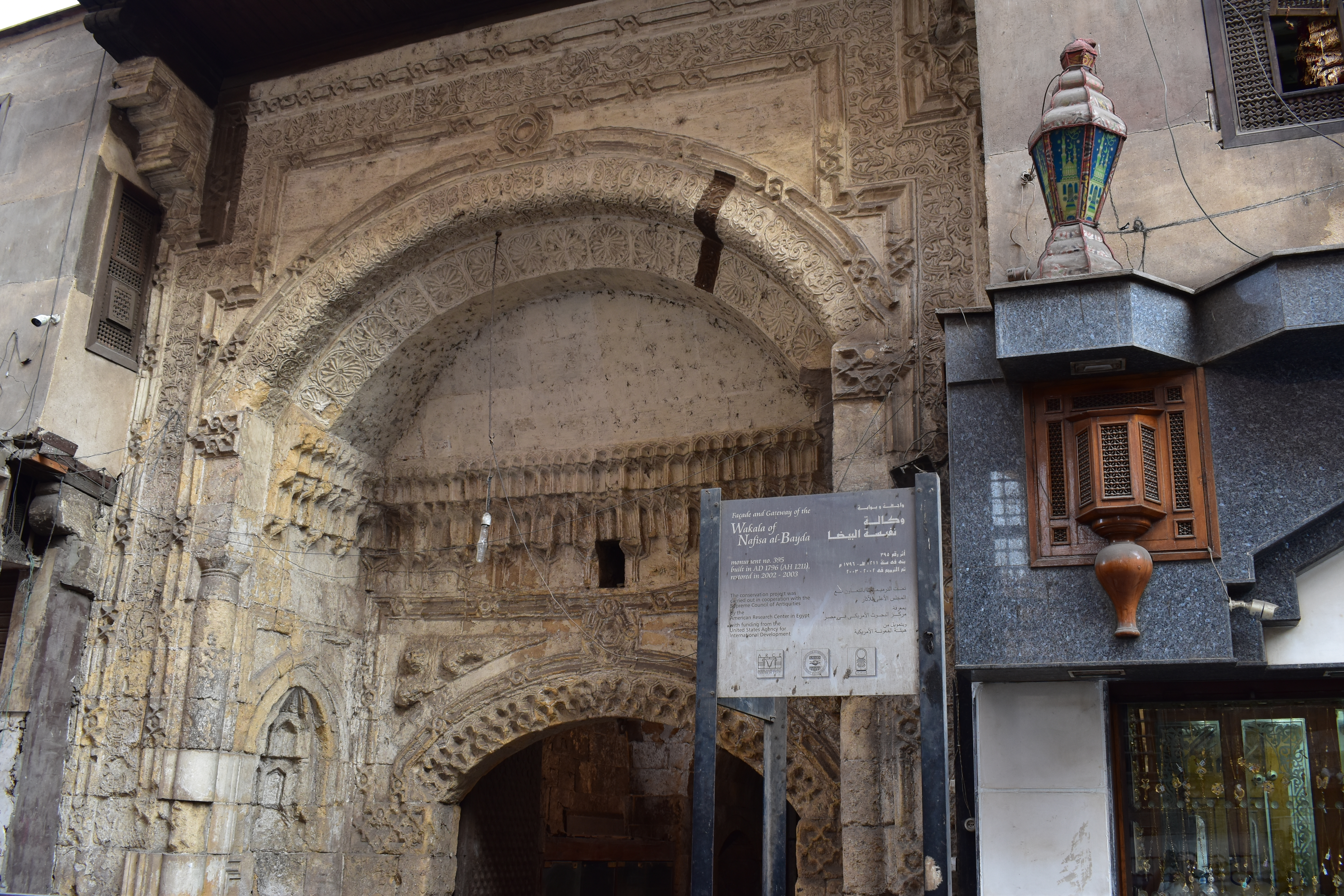
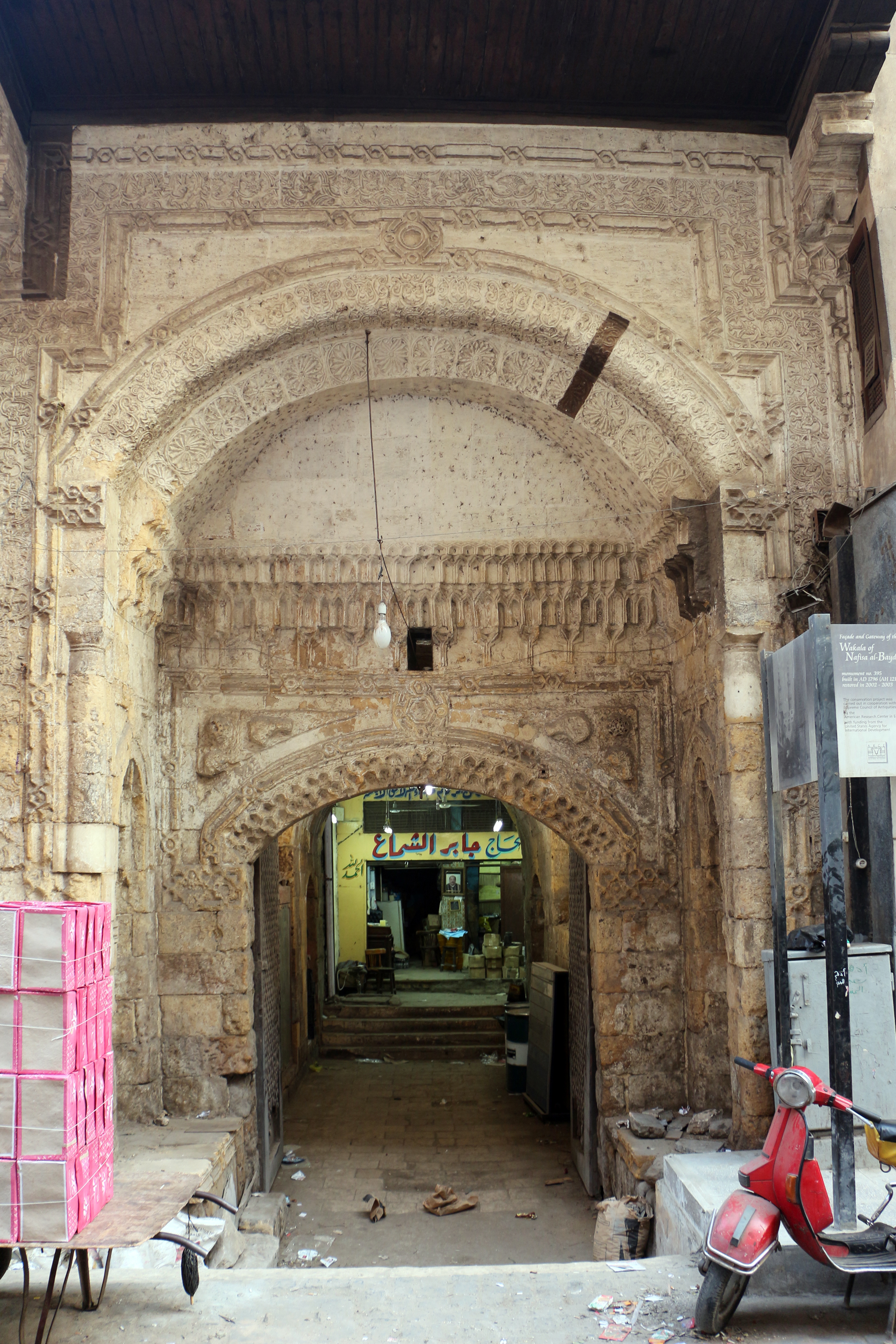